# Козелиці (Пижицький повіт)
Козелиці (пол. Kozielice) — село в Польщі, у гміні Козелиці Пижицького повіту Західнопоморського воєводства.
Населення — 586 осіб (2011).
У 1975-1998 роках село належало до Щецинського воєводства.

## Демографія
Демографічна структура станом на 31 березня 2011 року:
|          | Загалом | Допрацездатний вік | Працездатний вік | Постпрацездатний вік |
| -------- | ------- | ------------------ | ---------------- | -------------------- |
| Чоловіки | 294     | 64                 | 207              | 23                   |
| Жінки    | 292     | 60                 | 176              | 56                   |
| Разом    | 586     | 124                | 383              | 79                   |